# Marquesado de Castro de Torres
El marquesado de Castro de Torres es un título nobiliario español creado el 24 de abril de 1664, con Real Despacho del 3 de mayo de 1664, en el Reino de Nápoles, por el rey Felipe IV a favor de Gregorio Manuel de Tovar y Villela I conde de Cancelada

## Marqueses de Castro de Torres
|                                 | Titular                                        | Periodo                |
| Creación por Felipe IV          | Creación por Felipe IV                         | Creación por Felipe IV |
| ------------------------------- | ---------------------------------------------- | ---------------------- |
| I                               | Gregorio Manuel de Tovar y Villela             | 1664-                  |
| II                              | Tomás de Tovar y Duque de Estrada              |                        |
| III                             | Manuel Silvestre de Tovar y Contreras          | ? -1758                |
| IV                              | Francisco de Paula de Tovar y Gasca de la Vega | 1758-1803              |
| Rehabilitación por Alfonso XIII |                                                |                        |
| V                               | Joaquín María Castillo y de la Torre           | 1914-1945              |
| VI                              | Joaquín Castillo y Caballero                   | 1945-1966              |
| VII                             | Joaquín Castillo y Moreno                      | 1966-1982              |
| VIII                            | Joaquín Castillo y Dologaray                   | 1982-actual titular    |

## Historia de los marqueses de Castro de Torres
- Gregorio Manuel de Tovar y Villela (n. en 1627), I marqués de Castro de Torres, I conde de Cancelada y caballero de la Orden de Santiago.[1] Se casó con Catalina Duque de Estrada y Eguino.

Le sucedió su hijo.
- Tomás de Tovar y Duque de Estrada, II marqués de Castro de Torres, II conde de Cancelada. Contrajo matrimonio con Rosa de Contreras y Carvajal.[2]

Le sucedió su hijo.
- Manuel Silvestre de Tovar y Contreras (Valladolid, ¿?-5 de noviembre de 1758),[2] III marqués de Castro de Torres, III conde de Cancelada, casado con Javiera de la Gasca de la Vega y Blanco de Salcedo.[2]

Le sucedió su hijo:
- Francisco de Paula de Tovar y Gasca de la Vega (1732-1802), IV marqués de Castro de Torres, IV conde de Cancelada. Se casó en primeras nupcias con Juana María de Güemes y Pacheco de Padilla y en segundas nupcias con María Brígida de Colmenares y Contreras.

Le sucedió, de su segundo matrimonio, su hijo Francisco de Paula de Tovar y Colmenares, como V conde de Cancelada que casó con María Manuela de Pueguera y Amat, pero en el marquesado de Castro de Torres, le sucedió, por rehabilitación:

Rehabilitado en 1914 por:
- Joaquín María Castillo y de la Torre (m. 1 de mayo de 1953), V marqués de Castro de Torres,[1] V marqués de Jura Real.[3] Se casó con Josefa Caballero y Echagüe.

En 1945 cedió el título a su hijo.
- Joaquín Castillo y Caballero, VI marqués de Castro de Torres, VI marqués de Jura Real,[3] caballero de la Orden de Santiago, casado con Aurora Moreno y Ortega.[1]

Le sucedió, en 1966, su hijo:
- Joaquín Castillo y Moreno (m. Mánchester, 7 de septiembre de 1988),[4] VII marqués de Castro de Torres, VII marqués de Jura Real. Cpntrajo matrimonio con Pilar Dolagaray y Uhagón. Cedió el título en 1982 su hijo:

- Joaquín Castillo y Dolagaray (n. en 1958), VIII marqués de Castro de Torres,[5] VIII marqués de Jura Real[6] y marqués de Rafol de Almunia[6]  Casado con Alicia Chapa Cañedo.